# Saneczkarstwo na Zimowych Igrzyskach Olimpijskich 1984
Saneczkarstwo na Zimowych Igrzyskach Olimpijskich 1984 odbyło się w dniach 9 – 12 lutego 1984 roku na torze na zboczach masywu Trebević. Zawodnicy walczyli w jedynkach kobiet i mężczyzn oraz dwójkach mężczyzn.

## Wyniki

### Jedynki mężczyzn
| Miejsce | Zawodnik            | Reprezentacja | Czas     |
| ------- | ------------------- | ------------- | -------- |
| złoto   | Paul Hildgartner    | Włochy        | 3:04,258 |
| srebro  | Siergiej Danilin    | ZSRR          | 3:04,962 |
| brąz    | Walerij Dudin       | ZSRR          | 3:05,012 |
| 4.      | Michael Walter      | NRD           | 3:05,031 |
| 5.      | Torsten Görlitzer   | NRD           | 3:05,129 |
| 6.      | Ernst Haspinger     | Włochy        | 3:05,327 |
| 7.      | Jurij Charczenko    | ZSRR          | 3:05,548 |
| 8.      | Markus Prock        | Austria       | 3:05,839 |
| 9.      | Norbert Huber       | Włochy        | 3:05,909 |
| 10.     | Gerhard Sandbichler | Austria       | 3:06,453 |

### Dwójki mężczyzn
| Miejsce | Zawodnicy                              | Reprezentacja     | Czas     |
| ------- | -------------------------------------- | ----------------- | -------- |
| złoto   | Hans Stangassinger Franz Wembacher     | RFN               | 1:23,620 |
| srebro  | Jewgienij Biełousow Aleksandr Bielakow | ZSRR              | 1:23,660 |
| brąz    | Jörg Hoffmann Jochen Pietzsch          | NRD               | 1:23,887 |
| 4.      | Georg Fluckinger Franz Wilhemer        | Austria           | 1:23,902 |
| 5.      | Günther Lemmerer Franz Lechleitner     | Austria           | 1:24,133 |
| 6.      | Hansjörg Raffl Norbert Huber           | Włochy            | 1:24,353 |
| 7.      | Juris Eisaks Einārs Veikša             | ZSRR              | 1:24,366 |
| 8.      | Thomas Schwab Wolfgang Staudinger      | RFN               | 1:24,634 |
| 9.      | Ronald Rossi Doug Bateman              | Stany Zjednoczone | 1:24,651 |
| 10.     | Helmuth Brunner Walter Brunner         | Włochy            | 1:24,788 |

### Jedynki kobiet
| Miejsce | Zawodniczka        | Reprezentacja | Czas     |
| ------- | ------------------ | ------------- | -------- |
| złoto   | Steffi Martin      | NRD           | 2:46,570 |
| srebro  | Bettina Schmidt    | NRD           | 2:46,873 |
| brąz    | Ute Weiß           | NRD           | 2:47,248 |
| 4.      | Ingrīda Amantova   | ZSRR          | 2:48,480 |
| 5.      | Wiera Zozula       | ZSRR          | 2:48,641 |
| 6.      | Maria-Luise Rainer | Włochy        | 2:49,138 |
| 7.      | Annefried Göllner  | Austria       | 2:49,373 |
| 8.      | Andrea Hatle       | RFN           | 2:49,491 |
| 9.      | Constanze Zeitz    | RFN           | 2:49,836 |
| 10.     | Natalja Lisica     | ZSRR          | 2:50,087 |